# Gaio Memmio
Gaio Memmio soprannominato Geminus, "gemello", (in latino Gaius Memmius; prima del 90 a.C. – 46 a.C. circa) è stato un politico romano vissuto nel I secolo a.C.
Fu il dedicatario del De rerum natura del poeta epicureo Lucrezio, di cui fu probabilmente il protettore. Negli anni 70-50 a.C. partecipò alla vita politica, spesso schierandosi con Pompeo.

## Biografia

### Origini
Nato nella gens Memmia, di origine plebea, suo padre fu il triumvir monetalis del 109 a.C. e suo zio fu il famoso Gaio Memmio soprannominato Mordax, ucciso da Glaucia e Saturnino nel 100 a.C.; Sua sorella Memmia fu la moglie di Gaio Scribonio Curione. Sposò Fausta, figlia del dittatore Silla, ma il matrimonio durò poco per le continue infedeltà della donna; dopo il divorzio nel 55 a.C. Fausta si risposò in seguito con Tito Annio Milone. Ebbe un figlio omonimo.

### Carriera politica
Da pretore nel 58 a.C., attaccò insieme a Lucio Domizio Enobarbo, pretore assieme a lui, gli acta del consolato di Cesare. Tentò inoltre di perseguire Publio Vatinio, che nell'anno precedente aveva promulgato la lex Vatinia, violando la lex Iunia Licinia, la quale stabiliva che la rogatio dovesse essere promulgata almeno tre giorni di mercato prima che una legge fosse proposta ai comitia. Nel 57 a.C. fu propretore in Bitinia, accompagnato dai poeti Cinna e Catullo; questi criticò fortemente questa avventura, la cui sola nota positiva fu la visita alla tomba del fratello, che si trovava nel loro tragitto.
Nel 54 a.C., con il supporto di Cesare e il favore di Pompeo, Memmio si candidò al consolato in coppia con Gneo Domizio Calvino e, insieme a questi e ai due consoli in carica, Appio Claudio (fratello di Clodio) e Domizio Enobarbo (che era stato pretore con lui nel 58), stipulò un accordo: questo accordo (pactio) prevedeva che se Domizio Calvino e Memmio fossero stati eletti consoli grazie all'intervento di Appio e di Enobarbo, avrebbero dovuto pagare dieci milioni di sesterzi alla prima centuria votante nei comizi e procurare ai consoli quattromila (o quarantamila) sesterzi, o altrimenti tre auguri che giurassero di essere stati presenti all'approvazione di una lex curiata di quell'anno (una legge che legittimava ulteriormente le azioni e la validità delle magistrature) e due ex-consoli che giurassero di essere stati presenti durante la redazione di un decreto senatorio sulle dotazioni per le province consolari, quando nessuno dei due atti erano stati intrapresi (i due consoli si vedevano impossibilitati a ottenere il governo di una provincia proconsolare senza l'approvazione di una lex curiata e senza un decreto di quel tipo). Questo complotto iniziò inoltre a far circolare così tanto denaro per la corruzione che il tasso d'interesse dei prestiti raddoppiò.
In quegli ultimi anni, a causa dei tumulti provocati dalle bande di Clodio e di Milone, le elezioni venivano spesso posticipate. Nei primi giorni non comiziali di Agosto, Memmio denunciò pubblicamente in Senato il complotto ordito con Domizio Calvino, cancellando i nomi sotto sollecitazione di Pompeo, e questa azione gli costò di colpo tutta la sua popolarità, al punto che finì in disgrazia. Le motivazioni sulle ragioni per cui Memmio denunciò questo complotto, di cui lui stesso faceva parte, sono tuttora dibattute; alcuni suppongono che avesse litigato coi consoli, altri che invece sperasse di emergere con una reputazione rinnovata di uomo retto e molto probabilmente, come Cicerone stesso suggerisce, era nell'interesse di Memmio che le elezioni fossero posticipate, in modo tale che Cesare potesse tornare e supportare la sua candidatura. Subito dopo la rivelazione in pubblico del complotto, il Senato, su consiglio di Catone, pretore in quell'anno, propose di processare tutti e quattro i candidati al consolato del 53 a.C. per corruzione tramite un processo privo di accusatori, ma il decreto del senato al riguardo fu osteggiato da alcuni giudici, che si appellarono ai tribuni della plebe. Allora il Senato, dopo aver deciso il 9 agosto di posticipare le elezioni (che si sarebbero dovute tenere mesi prima), fece proporre ufficialmente questo processo come lex de tacito iudicio ai comizi da un magistrato, ma il tribuno della plebe Aulo Terenzio Varrone Murena pose il veto. Perciò, abbandonata ogni speranza di un processo privato, i candidati furono accusati pubblicamente in processi pubblici. Un parente di Memmio, tribuno della plebe quell'anno, cercò di far condannare Domizio Calvino per salvare da alcune accuse Memmio stesso, ma questi fu accusato poco dopo da Quinto Acuzio; furono accusati anche Marco Valerio Messalla Rufo da Quinto Pompeo e Marco Emilio Scauro da Lucio Giulio Cesare.
Domizio Calvino e Messalla riuscirono ad essere eletti consoli per i 53, ma avrebbero cominciato ad esercitare la loro magistratura solo a partire da luglio, a causa dei disordini nell'Urbe. Con la lex Pompeia de ambitu del 52 a.C. promulgata da Pompeo in qualità di consul sine collega, Memmio, come anche Scauro, si ritrovarono penalmente perseguibili in modo inevitabile, con ben poche speranze di ritorno in patria. Una disposizione della legge garantiva però l'impunità qualora un reo fosse stato in grado di trovare un colpevole di corruzione, cosa che Memmio cercò di sfruttare accusando Metello Scipione; l'accusa non andò a buon fine poiché Metello Scipione era il suocero di Pompeo, il quale si disperò all'idea di dover condannare un parente.

### Esilio
L'unica scelta rimanente per Memmio fu quella di fuggire in esilio ad Atene. Cicerone si recò ad Atene di passaggio per raggiungere la Cilicia, ma nei suoi dodici giorni di soggiorno nella città non ebbe modo di incontrare Memmio, partito per un viaggio a Mitilene, per cui Cicerone gli scrisse la lettera Ad Familiares XIII,1, da cui apprendiamo di un suo progetto di demolizione della casa di Epicuro nel demo di Melite per costruirsi una sua dimora più sfarzosa. Il capo della scuola epicurea chiese ad Attico di pregare a Memmio, intercedendo per Cicerone, di non demolire la casa, considerata sacra, dell'antico filosofo, ma Memmio non ascoltò (probabilmente a questo episodio è dovuto il fatto che Lucrezio nomini Gaio Memmio nel suo poema solo in due occasioni, nonostante ne fosse il dedicatario). Gaio Scribonio Curione, figlio della sorella di Memmio, ricoprì il tribunato della plebe nel 50 a.C. e fece inizialmente sperare Memmio in un ritorno in patria, ma con l'aumento della tensione tra il Senato e Cesare la questione passò in secondo piano e venne anzi probabilmente osteggiata dagli ottimati. Non si sa di un suo eventuale parteggiamento o di una partecipazione alla guerra civile, ma nel 46 a.C., anno della pubblicazione del Brutus, era già morto.

## Attività culturali
(Marco Tullio Cicerone, Brutus, 247.)
Cicerone nel Brutus lo descrive come un coltissimo intellettuale molto amante della letteratura greca e sappiamo da altre fonti che fu poeta egli stesso. Voltaire immagina che siano state scritte da Gaio Memmio subito dopo il suicidio di Lucrezio le sue Lettere di Memmio a Cicerone (1771).